# 卧都河
卧都河，位于中华人民共和国黑龙江省北部，是嫩江左岸的一条支流。发源于黑河市爱辉区北部滨南林场西北小兴安岭河界山，自东北向西南流，流经嫩江市北部卧都河林场，最后于多宝山镇卧都河村（原卧都河乡）汇入嫩江。卧都河全长92千米，流域面积1488平方千米，河道平均比降1.9‰，年均径流量2.6亿立方米。卧都河上游为小兴安岭山地，下游为低山丘陵区。流域内人烟稀少，森林覆盖率达70%以上。